# Irina Palm
Irina Palm (engl. Palm für dt. Handteller, Handfläche) ist eine Tragikomödie von Sam Garbarski aus dem Jahr 2007. Garbarskis zweiter Spielfilm ist eine Koproduktion von fünf Ländern (Belgien, Luxemburg, Großbritannien, Deutschland und Frankreich). Die Hauptrollen spielen Marianne Faithfull und Miki Manojlović. Der Film war erstmals am 13. Februar 2007 auf der Berlinale zu sehen.

## Handlung
Maggie ist eine einfache und großzügige Mittfünfzigerin. Aufgrund ihrer geringen Bildung war sie in ihrem Leben wenig erfolgreich; auch Jahre nach dem Tode ihres Mannes lebt sie als Hausfrau weiterhin in einer englischen Kleinstadt in der Nähe Londons. Doch genau darin liegt ein großes Problem: Die finanziellen Mittel ihres arbeitslosen Sohnes Tom und dessen Frau Sarah, die medizinische Behandlung von Maggies todkrankem Enkel Olly zu bezahlen, sind völlig erschöpft. Für Maggie ist es jedoch selbstverständlich, die lebensnotwendige Behandlung zu finanzieren. Dafür hat sie bereits ihr Haus verkauft und auch die anderen Kleinstadtbewohner dazu gebracht, Geld zu spenden.
Es stellt sich bald heraus, dass das Krankenhaus nicht in der Lage ist, den Jungen zu heilen. Nur eine Behandlung in Australien kann Aussicht auf Besserung bringen. Da sämtliches Geld bereits verbraucht ist und die Kosten nur für die Behandlung, nicht aber für die Flugreise und die Kosten vor Ort von der Krankenkasse übernommen werden, verlieren die Eltern langsam alle Hoffnung. Maggie begibt sich daher das erste Mal in ihrem Leben auf Jobsuche – zunächst vergeblich, bis sie ein Schild mit der Aufschrift „Hostess gesucht – beste Verdienstmöglichkeiten“ entdeckt. Nichtsahnend aber hoffnungsvoll betritt sie den Sex-Club „Sexy World“, mitten in Londons Vergnügungsviertel Soho. Durch den Club-Besitzer Miki erfährt sie Näheres zum Jobangebot und ist zunächst schockiert. Da es aber die mutmaßlich schnellste und letzte Möglichkeit ist, ihrem kleinen Enkel Olly das Leben zu retten, nimmt Maggie das Angebot an, Männer an einem Glory Hole sexuell mit der Hand zu befriedigen.
Im Auftrag von Miki macht ihre neue Kollegin Luisa sie mit den „Spielregeln des Gewerbes vertraut“. Zwischen den beiden Frauen entwickelt sich schnell eine lockere Freundschaft. In relativ kurzer Zeit wird Maggie zu einer sehr gefragten und gut verdienenden Frau. Damit das Geschäft aber noch besser läuft, erfindet Miki den Künstlernamen „Irina Palm“, der sich rasch in der Szene rumspricht, da ihre weich gebliebenen Hände bald als die fingerfertigsten von ganz London gelten.
Luisa hat gegenüber Maggie keine Chancen mehr und wird gekündigt, die Freundschaft ist damit beendet. Trotz anfänglicher Schuldgefühle entwickelt sich Maggie zu einer selbstbewussten und mutigen Frau, die sich ganz und gar nicht mehr alt, hässlich und nutzlos fühlt. Sie beginnt wieder, sich etwas herauszuputzen, sodass selbst Miki nun ein Auge auf sie wirft.
Dann aber holt ihr Kleinstadtleben sie ein, doch trotz ihres misstrauischen Sohnes und der neugierigen Freundinnen und Nachbarn bleibt Maggie stur und schweigt über ihren Job. Ihr Sohn gibt sich damit jedoch nicht zufrieden und verfolgt sie heimlich bis zum Sex-Club, nachdem er kurz zuvor von ihr 6000 Pfund Sterling erhalten hatte. Das Geld hatte Maggie von Miki als Vorschuss bekommen, nachdem sie sich per Handschlag für zehn Wochen an eine Absprache mit ihm gebunden hatte.
Als der Sohn schließlich herausgefunden hat, woher das Geld für die nötige Australien-Reise kommt, beschimpft er seine Mutter als „Hure“ und fordert sie auf, sofort bei „Sexy World“ aufzuhören, ansonsten werde sie ihren Enkel nie wiedersehen.
Maggie steht nun davor, ihre eigenen Moralvorstellungen zu überprüfen. Da die neugierigen Freundinnen aus der Nachbarschaft keine Ruhe gegeben haben, sie nach ihrem neuen Job zu befragen, konfrontiert Maggie sie mit der vollen Wahrheit über ihre erfolgreiche Karriere als „Irina Palm“. Als etwas später eine von ihnen versucht, Maggie im Dorfladen vor weiteren Kunden zu diskreditieren, macht diese der vermeintlichen Ehrendame klar, dass sie seit Jahren darüber informiert sei, dass ihr verstorbener Ehemann eine heimliche Liebesbeziehung zu ihr, der angeblichen Freundin hatte, worauf das Lästermaul verschämt das Weite sucht.
Am Ende macht Sarah ihrem Mann Tom klar, dass seine Mutter über den Job Ollys Leben retten will und vielleicht auch kann, worauf sich dieser beim Abflug nach Australien mit Maggie aussöhnt. Während Olly, Sarah und Tom zur Behandlung ans andere Ende der Welt fliegen, begibt sich Maggie zu Miki und wird von dem verliebten Clubbesitzer in der Schlussszene des Films mit einem langen Kuss empfangen.

## Hintergrund

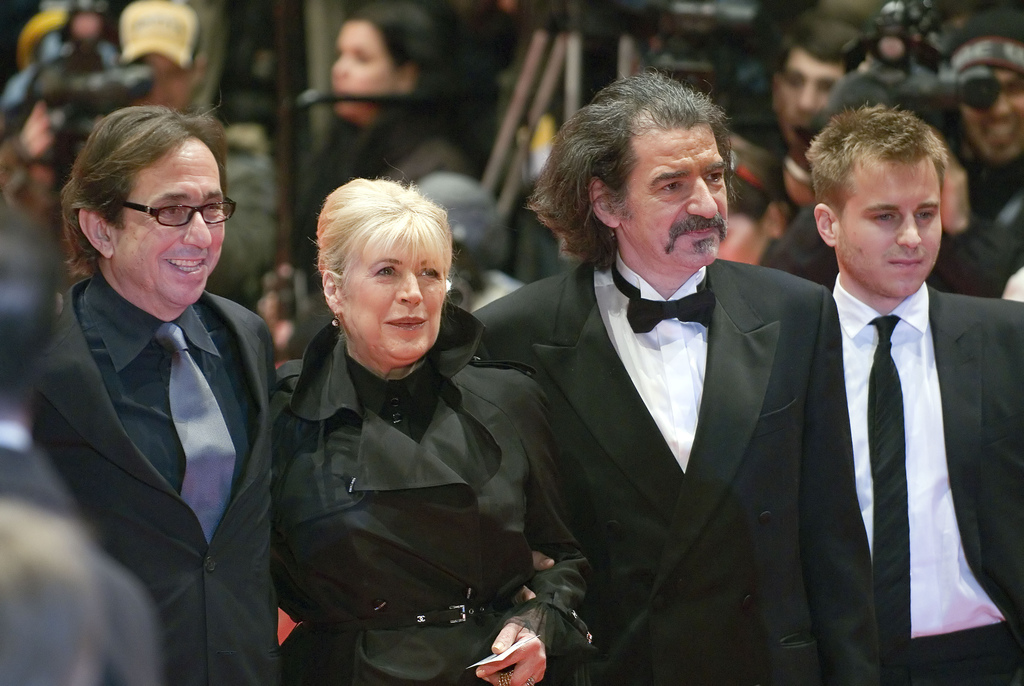
Der Regisseur und einige der Darsteller bei der Premiere

- Marianne Faithfull erhielt bei der Welturaufführung im Rahmen der Berlinale 2007 20 Minuten lang Stehapplaus.
- Finanzierungsprobleme führten dazu, dass die Geschichte in England angesiedelt wurde. Sébastien Delloye suchte nach einem weiteren Produzenten und traf dabei einen potenziellen Geldgeber auf einem Festival in Rotterdam, dem das Drehbuch gefiel, der aber zur Bedingung machte, den Film auf Englisch statt auf Französisch zu drehen. Aus diesem Grund wurde das Drehbuch mit Martin Herron noch einmal umgeschrieben.
- Das ursprüngliche Drehbuch zum Film war bereits fertig, bevor Sam Garbarski das Buch zu seinem ersten Spielfilm Der Tango der Rashevskis geschrieben hatte.

## Kritiken
- Der Tagesspiegel, 18. Februar 2007: 
„Irina Palm“ von Sam Garbarski. Selbstbewusstsein kann so viele Quellen haben und es ist nie zu spät. Das ist eine schöne Nachricht. Geschmack ist nur eine Frage des Muts zur Geschmacklosigkeit. Das ist auch eine schöne Nachricht. Und wie diese Frau spricht. Als wenn Marianne Faithfull singt.

- Deutschlandradio Kultur (Filmkritiker Hans-Ulrich Pönack über die Berlinale), 15. Februar 2007: 
 „Irina Palm“ mit Marianne Faithfull. Der war humorvoll, der war witzig, der war menschlich, der war unterhaltsam, und seltsamerweise alle schrien auf und sagten, Hurra, Hurra, Hurra! Ja, wenn alle aufschreien und sagen, Hurra, Hurra, dann frage ich mich – Umkehrschluss –, warum laufen nicht mehr solcher Filme im Wettbewerb oder gibt es die nicht? […] Also „Irina Palm“ ist das beste Beispiel, wie ein ganz ernsthaftes seriöses Thema, eine 60-jährige Frau, arbeitslos, verzweifelt, landet in einem Pornoshop [...].[2]

- Frankfurter Allgemeine Sonntagszeitung, 10. Juni 2007: 
Ein kleiner, wilder Film, der immer dann, wenn es drauf ankommt, zahm wie ein Lamm wird, das ist „Irina Palm“. Und genau diese Zahmheit hat ihn so beliebt gemacht auf der Berlinale, wo er Ovationen bekam und als Favorit für den Goldenen Bären gehandelt wurde, auch wenn er am Ende doch nichts gewann. Normalerweise ist das Feige und Zahme eine Krankheit von Produzentenfilmen, bei denen immer dann der Geldhahn zugeht, wenn es vor der Kamera interessant wird. Aber „Irina Palm“ ist ein Autorenprojekt, inszeniert und geschrieben von Sam Gabarski – also ein authentischer fauler Kompromiss […] Es gebe keine einzige Minute in „Irina Palm“, in der sie Marianne Faithfull sei, hat Marianne Faithfull erklärt. Das ist schade, denn Faithfull hat, als sie vor der Kamera noch Faithfull sein durfte, Filme gedreht, die dem Großmütterkino von heute das Schmalz von der Linse blasen könnten, und sie hatte in Chéreaus „Intimacy“ einen Gastauftritt, der wie ein fernes Echo jener Zeit wirkte. In „Irina Palm“ ist sie vor allem lieb und brav. Einer solchen Frau würde man gern die Hand geben. Oder die Schürze abnehmen. Vergessen wir den Rest.[3]

- Lexikon des Internationalen Films: „Eine ebenso amüsante wie anrührende, in der Hauptrolle virtuos gespielte Tragikomödie, die sich trotz inszenatorischer Glätte stets ihre Ecken und Kanten bewahrt. Ebenso nachdenklich wie satirisch lustvoll spielt der Film mit den bigotten Moralvorstellungen des britischen Bürgertums.“[4]

## Auszeichnungen
Der Film war 2007 im Wettbewerb der Filmfestspiele von Berlin vertreten, wo er sich im Rennen um den Goldenen Bären für den besten Film des Festivals Wang Quan’ans Drama Tuyas Hochzeit geschlagen geben musste, jedoch den Leserpreis der Berliner Morgenpost gewann. Marianne Faithfull, als Mitfavoritin auf den Silbernen Bären für die beste Darstellerin gehandelt, hatte gegenüber Nina Hoss (Yella) das Nachsehen. Bei der Verleihung des 20. Europäischen Filmpreises am 1. Dezember 2007 in Berlin wurden Faithfull und Miki Manojlović als beste Darsteller nominiert.
Die Deutsche Film- und Medienbewertung FBW in Wiesbaden verlieh dem Film das Prädikat besonders wertvoll.